# Leticia Siciliani
Leticia Siciliani  (Buenos Aires, 18 de julio de 1992) es una actriz argentina de cine, teatro y televisión. Es reconocida por haber interpretado a Nieves en la telenovela Esperanza mía y a Carmen en la telecomedia 100 días para enamorarse. Es la hermana menor de la actriz y bailarina Griselda Siciliani.

## Biografía
Desde muy temprana edad tomó clases de actuación con Hugo Midón, además tomó clases de canto y comedia musical. Fue jugadora de futbol en el club Excursionistas.

## Carrera profesional
Leticia debutó en la pantalla chica, comenzó marcando el inicio de su carrera artística en el año 2013, en la serie de Pol-Ka Mis amigos de siempre con el personaje de Sol, una futbolista. Ese mismo año debuta en el teatro con la obra Amnesia. 
En el 2015 da el salto a la fama tras interpretar a Nieves en la serie Esperanza mía participando en la banda sonora y la versión teatral. Dicho papel le proporciona un premio Martín Fierro en la categoría «artista revelación».
En el 2016 tiene lugar su debut en cine con la película El hilo rojo protagonizada por China Suárez, Benjamin Vicuña y Guillermina Valdés. 
En 2018, participó en la novela 100 días para enamorarse interpretando a Carmen. Ese mismo año (2018) hace el papel de Romina en la película Eso que nos enamora, y participa en la obra de teatro Salvajes. En el año 2019 participa en la serie de televisión española-argentina Atrapa a un ladrón como Lucía Sarabia y protagoniza la obra teatral Delia.
En 2020, fue participante de la primera temporada de MasterChef Celebrity donde llegó a las semifinales, sin embargo abandonó la competencia por decisión propia, dejandóle su puesto a Analía Franchín.

## Vida personal
Actualmente elige no hablar de su vida personal. Está en pareja desde 2019.

## Filmografía

### Cine
| Año  | Título                   | Papel          | Dirección            |
| ---- | ------------------------ | -------------- | -------------------- |
| 2016 | El hilo rojo             | Sofía          | Daniela Goggi        |
| 2018 | Eso que nos enamora      | Romina         | Fernando Mordkowickz |
| 2024 | Las hermanas fantásticas | Ángela Di Pace | Fabiana Tiscornia    |

### Televisión
| Año       | Título                   | Papel         | Notas                           |
| --------- | ------------------------ | ------------- | ------------------------------- |
| 2014      | Mis amigos de siempre    | Sol           |                                 |
| 2015-2016 | Esperanza mía            | Sor Nieves    |                                 |
| 2018      | 100 días para enamorarse | Carmen        |                                 |
| 2019      | Atrapa a un ladrón       | Lucía Sarabia |                                 |
| 2020      | Casi feliz               | Jazmín        | Episodio: «Permiso para viajar» |
| 2020-2021 | MasterChef Celebrity     | Participante  | Abandono voluntario             |
| 2023      | Planners                 | Cali Portman  |                                 |
| 2024      | La noche perfecta        | Ella misma    |                                 |

### Web
| Año       | Programa        | Papel        | Canal |
| --------- | --------------- | ------------ | ----- |
| 2023-2024 | Sería increíble | Coconductora | Olga  |

## Teatro
| Año       | Título                    | Papel        | Lugar                    |
| --------- | ------------------------- | ------------ | ------------------------ |
| 2014      | Amnesia                   |              | Teatro El Piccolino      |
| 2015      | Esperanza mía, el musical | Sor Nieves   | Teatro Ópera / Luna Park |
| 2018      | Salvajes                  | Leticia      | Teatro Metropolitan Sura |
| 2019-2020 | Delia                     | Delia Ogando | Nün Teatro Bar           |
| 2019      | Presos del amor           | Carla        | Microteatro              |

## Radio
| Año  | Título                          | Rol      | Emisora       |
| ---- | ------------------------------- | -------- | ------------- |
| 2017 | ¿Qué hicimos para merecer esto? | Locutora | Radio y Punto |

## Premios y nominaciones
| Año  | Organización          | Categoría          | Trabajo       | Resultado | Ref(s) |
| ---- | --------------------- | ------------------ | ------------- | --------- | ------ |
| 2016 | Premios Martín Fierro | Artista revelación | Esperanza mía | Ganadora  | [ 2 ]  |